# دانشگاه ادیان و مذاهب
دانشگاه بین‌المللی ادیان و مذاهب (به انگلیسی: University of Religions and Denominations) مرکزی آموزشی و پژوهشی است که از سال ۱۳۸۷ فعالیت رسمی خود را در زمینهٔ علوم انسانی و به‌ویژه ادیان و مذاهب آغاز کرده‌است. دانشگاه ادیان و مذاهب، یک دانشگاه غیرانتفاعی است.

## تاریخچه
سال ۱۳۷۳ شمسی برابر سال ۱۹۹۴ میلادی، جمعی از دانشوران حوزه علمیه قم برای مطالعه تخصصی سه رشته ادیان ابراهیمی (مسیحیت و یهودیت)، ادیان شرق (بودیسم، هندوئیسم، خاور دور و ایران باستان) و مذاهب اسلامی (مذاهب کلامی، فرق و عرفان و تصوف) دور هم جمع شدند. این گروه در دوره‌ای چهارساله، افزون بر مطالعه در آن سه رشته، با زبان‌های انگلیسی، سنسکریت و عبری نیز آشنا شدند.

مطالعات ادیان و مذاهب ادامه داشت تا سال ۱۳۸۳ شمسی، که به دنبال تلاش‌ها و پیگیری‌ها برای تربیت نیرو در حوزه ادیان و مذاهب، سرفصل‌های سه رشته تدوین شد و آن را به وزارت علوم، تحقیقات و فناوری پیشنهاد کردند. شورای عالی گسترش وزارت علوم این سرفصل‌ها را تصویب کرد و در سال ۱۳۸۴ شمسی نخستین گروه دانشجویی مشغول به تحصیل شدند. در آن زمان این مرکز، یک مرکز آموزش عالی بود و با عنوان «مرکز آموزش عالی مطالعات و تحقیقات ادیان و مذاهب» قعالیت داشت. 

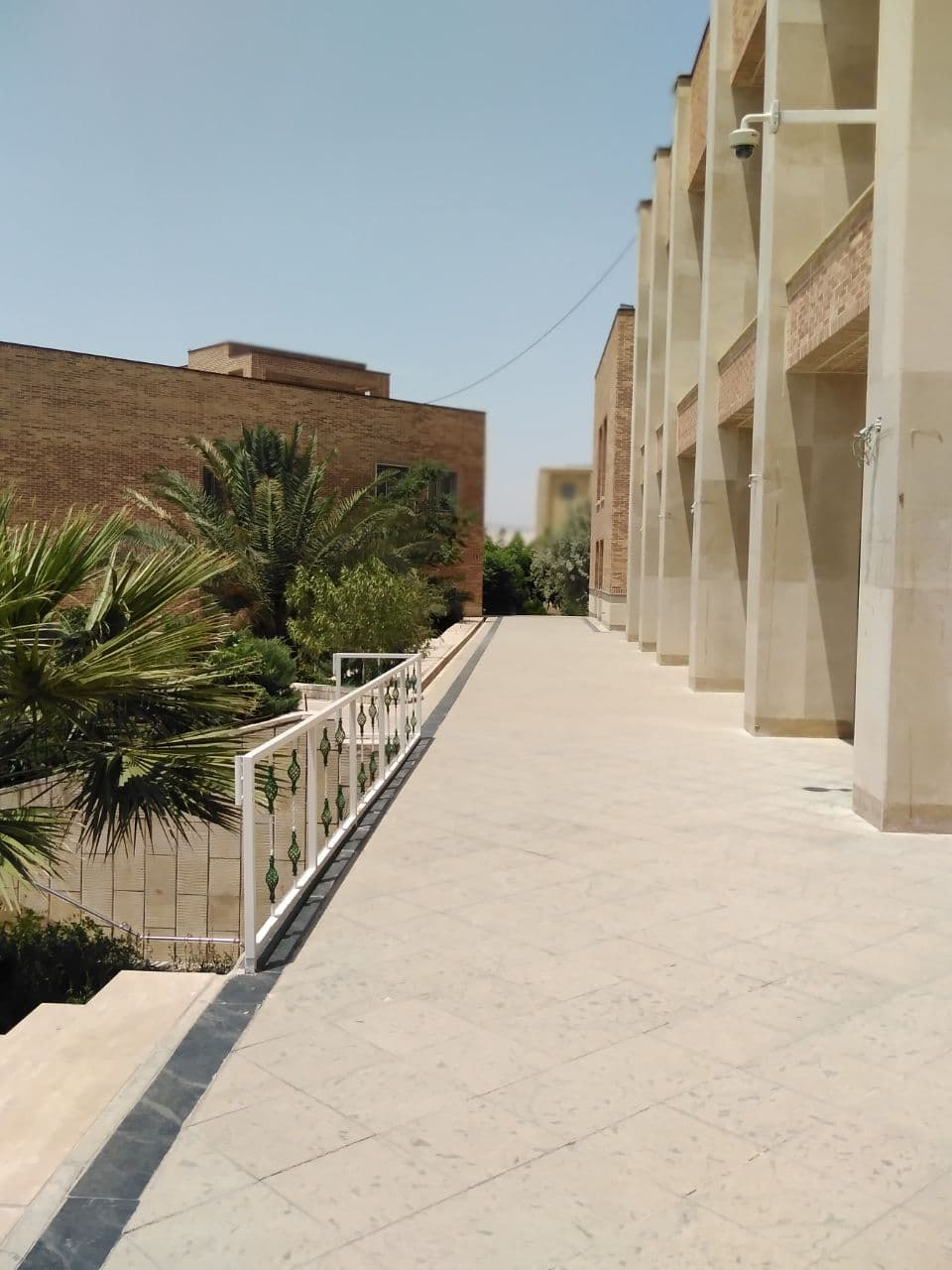
نمایی از دانشگاه ادیان و مذاهب

در سال ۱۳۸۷ شمسی برابر با سال ۲۰۰۸ میلادی، با موافقت وزارت علوم تحقیقات و فناوری، مرکز آموزش عالی مطالعات و تحقیقات ادیان و مذاهب به «دانشگاه ادیان و مذاهب» تغییر کرد. محمد مهدی زاهدی، با این ارتقای رتبه به دلیل مطابقت کیفیت آموزشی دانشگاه با موازین قانونی، موافقت قطعی کرد و نیازی به گذراندن مرحله «موافقت اصولی» ندید. وزیر علوم وقت در نامه‌اش به سید ابوالحسن نواب، مؤسس و رئیس دانشگاه ادیان و مذاهب، خبر تصویب ارتقای دانشگاه را چنین نوشت:
«شورای گسترش آموزش عالی در جلسهٔ مورخ ۳۱ فروردین ۱۳۸۷ خود، با ارتقای مؤسسه آموزش عالی غیردولتی- غیرانتفاعی ادیان و مذاهب به «دانشگاه غیردولتی- غیرانتفاعی ادیان و مذاهب» موافقت قطعی به عمل آورد.»

## وظایف
- تربیت متخصص در زمینهٔ ادیان و مذاهب
- انجام پژوهش‌های بنیادی، کاربردی و تطبیقی در زمینهٔ ادیان و مذاهب
- اطلاع‌رسانی، چاپ و نشر مجلات، کتب و دائرةالمعارف در زمینهٔ ادیان و مذاهب
- برقراری ارتباط متقابل با مراکز مشابه و دین‌پژوهان
- گفتگو بین ادیان و مذاهب و تلاش برای نزدیک ساختن دیدگاه‌ها
- معرفی منطقی و علمی اسلام (با رویکرد شیعی) در عین احترام به عقاید، باورها و آیین سایر ادیان و مذاهب [نیازمند منبع]

## ساختمان و محوطهٔ دانشگاه
ساختمان اصلی دانشگاه ادیان و مذاهب، در شهرک پردیسان قم بنا شده‌است. این مجموعه شامل ده ساختمان و فضای سبز است که مجموعهٔ اداری، آموزشی و رفاهی دانشگاه ادیان و مذاهب را در خود گرد آورده‌است.

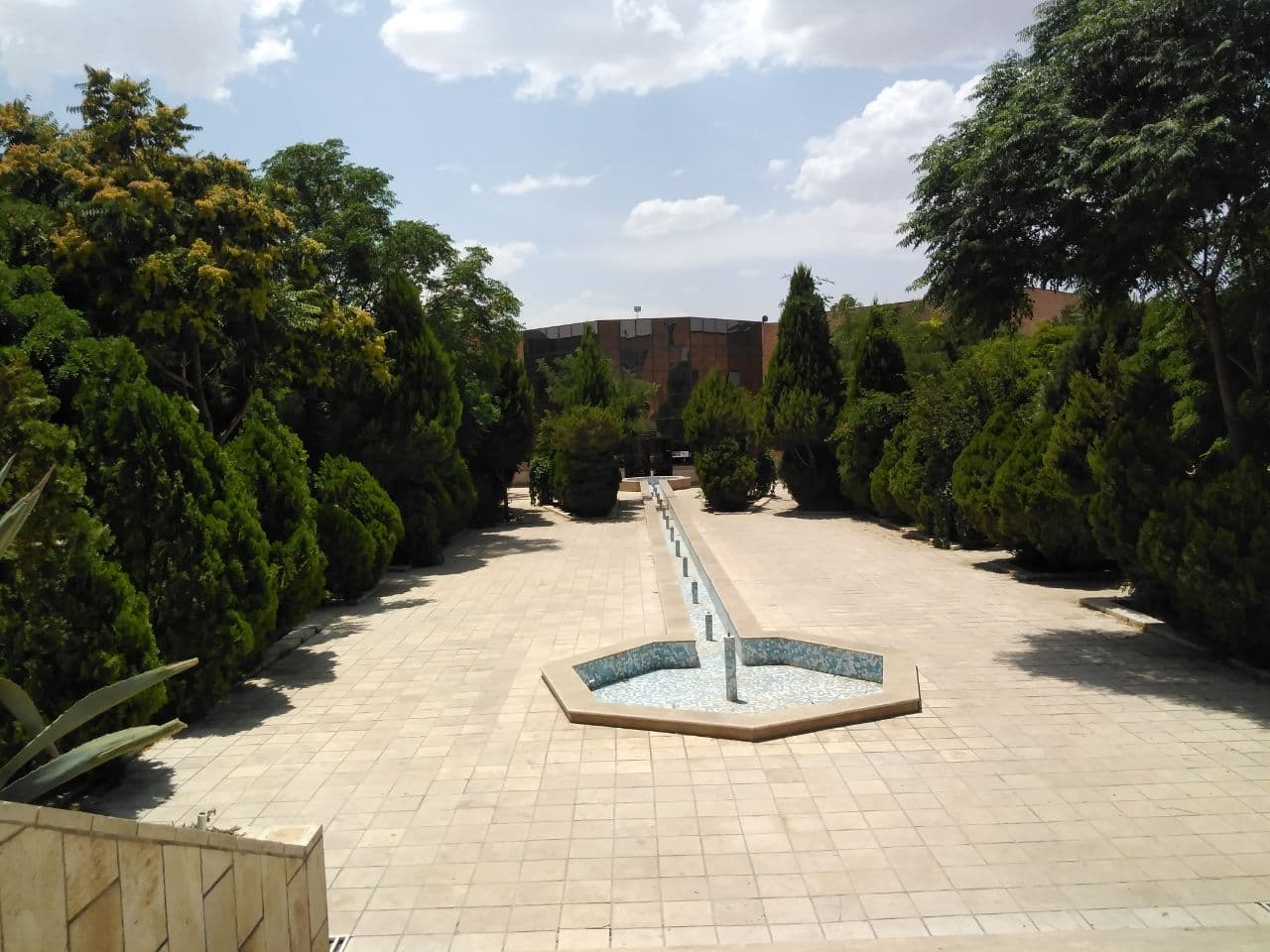
نمایی از محیط دانشگاه ادیان و مذاهب

## دانشکده‌ها و رشته‌ها

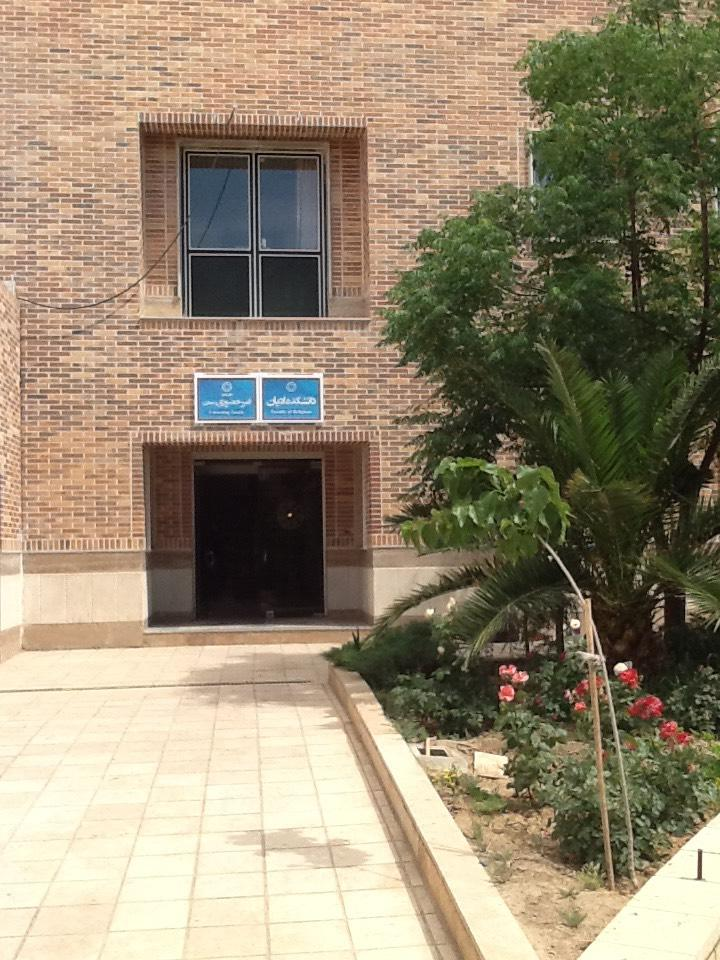
دانشکده ادیان در دانشگاه ادیان و مذاهب

تا سال ۱۴۰۰، چهل رشتهٔ تحصیلی در یازده دانشکدهٔ دانشگاه ادیان و مذاهب ارائه می‌شود. این رشته‌ها در سه زبان فارسی، عربی و انگلیسی ارائه می‌شود و علاوه بر دانشجویان ایرانی و فارسی‌زبان، شمار زیادی از دانشجویان کشورهای دیگر را نیز به خود جذب نموده‌است.
هم‌اکنون دانشگاه ادیان و مذاهب بیش از هشت هزار دانشجوی در حال تحصیل و بیش از دو هزار و هفتصد فارغ‌التحصیل دارد. همچنین در رشته‌های دکتری تخصصی، بیش از ۳۵۹ نفر از این دانشگاه فارغ‌التحصیل شده و بیش از ۹۵۰ نفر در حال تحصیل هستند. یازده دانشکدهٔ دانشگاه ادیان و مذاهب عبارتند از:
1. دانشکدهٔ شیعه‌شناسی
2. دانشکدهٔ مذاهب
3. دانشکدهٔ دین و هنر
4. دانشکدهٔ حقوق
5. دانشکدهٔ عرفان
6. دانشکدهٔ رسانه و ارتباطات
7. دانشکدهٔ فلسفه
8. دانشکدهٔ مطالعات ملل
9. دانشکدهٔ ادیان
10. دانشکدهٔ زن و خانواده
11. دانشکدهٔ زبان و فرهنگ ملل

دانشجویان و پژوهشگران این دانشگاه، در رشته‌های مرتبط با تاریخ اسلام و تشیع و فرق شیعه، فقه و حقوق، فقه و کلام مذاهب اسلامی، فلسفه، کلام و عرفان اسلامی، تاریخ و الهیات مربوط به مسیحیت، یهودیت، بودیسم و هندوئیسم و زرتشت و مطالعه تطبیقی ادیان، مطالعات زنان، مطالعات دین‌پژوهانه، هنر و رسانه به آموزش و پژوهش مشغول‌اند.
سه دانشکدهٔ «زن و خانواده»، «شیعه‌شناسی» و «عرفان»، از دانشکده‌های منحصر به فرد در کشور به‌شمار می‌آیند. ممیزی صورت پذیرفته وزارت علوم در سال … دربارهٔ رشته‌های مرتبط با ادیان و مذاهب نشان می‌دهد با وجود آنکه برخی رشته‌های آموزشی در دانشگاه ادیان و مذاهب در نوزده دانشگاه دیگر کشور تدریس می‌شود، اما هیچ دانشگاهی همه این رشته‌ها را در کنار هم ارائه نمی‌دهد. این با بیش از صد دانشگاه و مؤسسهٔ آموزشی و فرهنگی داخلی و خارجی تفاهم‌نامهٔ همکاری دارد.

## مراکز
مرکز آموزش‌های الکترونیک:
مرکز آموزش‌های الکترونیکی (غیرحضوری) دانشگاه ادیان و مذاهب از سال ۱۳۹۱ با مجوز رسمی از وزارت «علوم، تحقیقات و فناوری» کار خود را آغاز نموده‌است.
مرکز آموزش‌های آزاد:
مرکز آموزش‌های آزاد این دانشگاه، در دو بخش داخلی و بین‌المللی به فعالیت مشغول است و به برگزاری دوره‌های کوتاه مدت می‌پردازد. محوریت فعالیت این مرکز در بخش داخلی، مهارت‌های پژوهشی (مطالعه و یادگیری، روش‌ها و انواع پژوهش، ابزارهای پژوهش، شیوه نگارش علمی، زبان و ترجمه، تصحیح، ویرایش و….) و در بخش خارجی، معرفی دین، فرهنگ و جامعهٔ ایرانی و توریسم تحصیلی است.

## پژوهشکده‌ها
پژوهشکده ادیان و مذاهب که از سال ۱۳۹۰ با اخذ موافقت از از وزارت علوم تحقیقات و فناوری کار خود را آغاز نموده، در سه گروه پژوهشی مذاهب اسلامی، شیعه‌شناسی و ادیان به فعالیت می‌پردازد. حاصل کار این پژوهشکده نشر کتب و مقالات و به ثمر رساندن تحقیقات متنوع بوده‌است. در کنار این فعالیت‌ها، برگزاری ده‌ها نشست با حضور استادان برجسته و ارائه‌های تخصصی در همکاری با دبیرخانهٔ کرسی‌های آزاداندیشی، از دیگر دستاوردهای این پژوهشکده است.
پژوهشکدهٔ دیگر دانشگاه ادیان و مذاهب، پژوهشکده زن و خانواده است.
این پژوهشگاه، تنها نشریه علمی‌پژوهشی ایران به زبان انگلیسی در زمینه ادیان را به نام «Religious Inquiries» منتشر می‌کند. از دیگر نشریات این دانشگاه، موارد زیر را می‌توان نام برد:
- هفت‌آسمان: نخستین مجله تخصصی در حوزه ادیان و مذاهب در ایران
- پژوهش‌های ادیانی
- پژوهشنامه مذاهب اسلامی
- پژوهشنامه امامیه
- فلسفه
- شیعه‌پژوهی
- زن و خانواده
- پژوهشنامه مطالعات تطبیقی مذاهب فقهی

## فعالیت‌های بین‌المللی
دانشگاه ادیان و مذاهب در عرصهٔ بین‌المللی نیز، فعالیت‌هایی از قبیل موارد زیر را در کارنامه دارد:
- حضور بیش از پانصد هیئت خارجی
- دیدار با شخصیت‌های علمی، فرهنگی و سیاسی از کشورهای مختلف
- امضای تفاهم‌نامه با مراکز آموزشی و فرهنگی
- تبادل استادان و دانشجویان
- برگزاری نشست‌های مشترک

نشست‌ها و دوره‌های بین‌المللی:
در میان نشست‌ها و دوره‌هایی که به صورت بین‌المللی توسط دانشگاه ادیان و مذاهب انجام گرفته می‌توان به موارد زیر اشاره کرد:
- نشست‌های متقابل استادان و دانشجویان با استادان و دانشجویان دانشگاه پادربورن آلمان (Paderborn University)
- نشست‌های متقابل استادان و دانشجویان با استادان و دانشجویان دانشگاه پتسدام آلمان (University of Potsdam)
- نشست‌های متقابل استادان و دانشجویان با استادان و دانشجویان دانشگاه گوته آلمان
- نشست‌های متقابل استادان و دانشجویان با استادان و دانشجویان دانشگاه ریوکوکو ژاپن
- دوره کوتاه‌مدت شیعه‌شناسی به زبان انگلیسی
- دوره کوتاه‌مدت ایران‌شناسی به زبان انگلیسی
- دوره کوتاه‌مدت قانون اساسی ایران به زبان انگلیسی

تفاهم‌نامه‌ها:
دانشگاه ادیان و مذاهب با مراکز علمی و فرهنگی خارجی، از جمله موارد زیر، تفاهم‌نامه دارد:
- دانشگاه الجزائر (جامعة الجزائر)
- مرکز مطالعات اسلامی و خاورمیانه اندونزی
- دانشگاه بین‌المللی اسلامی مالزی (International Islamic University Malaysia)
- مؤسسه بین‌المللی اندیشه و تمدن اسلامی (ISTAC)
- دانشگاه پادربورن
- دانشگاه پتسدام
- دانشگاه ریوکوکو (Ryukoku University)
- جامعه الزیتونه تونس
- دانشگاه هارتفورد آمریکا (Hartford Seminary, USA)
- دانشگاه پاپی لاترانزه ایتالیا (Pontifical Lateran University, Vatican City)
- مؤسسه اسمولنی روسیه (The Smolny Institute of Russian Academy)
- دانشگاه اسلامی شاذلیه مکاسر اندونزی
- دانشگاه حراره زیمبابوه
- دانشگاه سنت ژوزف لبنان
- آموزشکده عالی روش‌شناسی علوم انسانی پاریس
- آکادمی اسلامی آلمان
- مؤسسه قرآن و عترت ترکیه
- کلیه الدعوه للدراسات الاسلامیه لبنان
- دانشگاه آزاد برلین
- دانشگاه کوفه
- دانشگاه کامیلاس پونتیفیکال اسپانیا (Universidad Pontificia Comillas)
- انستیتو فناوری اطلاعات پاکستان
- دانشگاه قاهره، عین شمس، الازهر
- دانشگاه گوته آلمان (Goethe University)
- مدرسه اسلام و علوم مدرن پاکستان
- مؤسسه مطالعات دینی دانشگاه پتسدام آلمان
- آکادمی آموزشی پژوهشی ایمان وین
- دانشگاه شیخ طوسی عراق (کلیة الشیخ الطوسی الجامعه)
- دانشگاه إمام صادق بغداد
- دانشگاه حاجی بکتاش ولی نوشهیر ترکیه
- دانشگاه فرانسیسکو ویتورا اسپانیا
- مرکز فرهنگی کوثر استانبول
- انستیتو فرهنگی حافظ و گوته برلین - آلمان
- مؤسسه اراسموس
- مجلس التنمیة المستقل
- دانشگاه گراتس اتریش
- مرکز کربلاء للدراسات و البحوث
- دانشگاه سن مارینو
- کالج آموزشی کانادا
- دانشگاه تورین ایتالیا

## کتابخانه و انتشارات
کتابخانهٔ دانشگاه ادیان و مذاهب، بیش از ۱۰۰هزار کتاب و بیش از ۱۶۰هزار مقاله دارد. این کتابخانه به صورت قفسه‌باز اداره می‌شود. این کتابخانه منابع مورد نیاز محققان در زمینه‌های مختلف علوم انسانی، اسلام‌شناسی، ایران‌شناسی، ادیان و مذاهب و غیره را در زبان‌های فارسی، انگلیسی، عربی، روسی، فرانسوی، آلمانی، سانسکریت، پهلوی و دیگر زبان‌ها دارا می‌باشد. این مرکز با ده‌ها پایگاه در ارتباط است و استفاده از منابع آن‌ها را برای پژوهشگران تسهیل می‌کند.

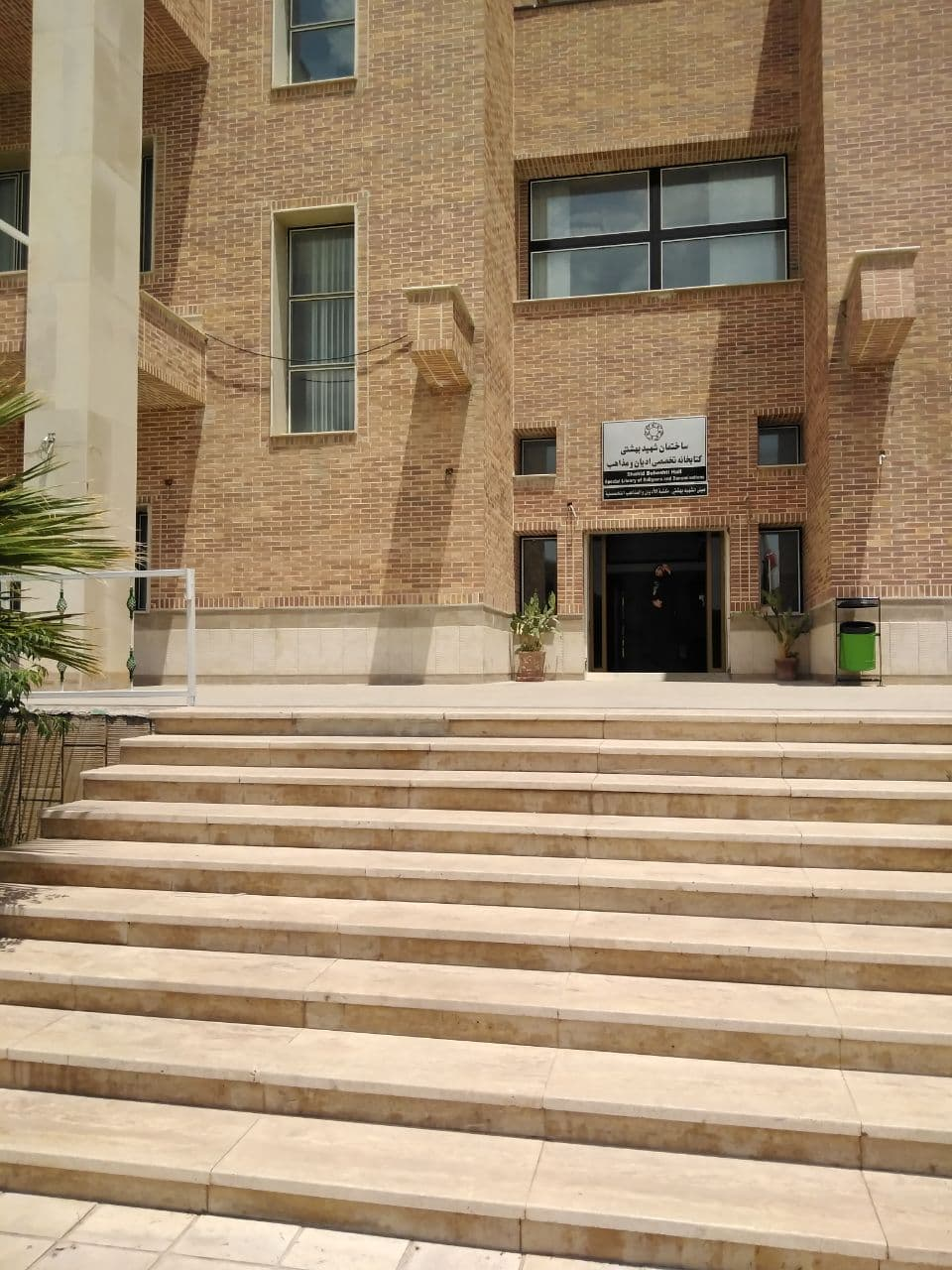
کتابخانه دانشگاه ادیان و مذاهب

در کنار کتابخانه، یک سالن مطالعه نیز در اختیار پژوهشگران و مراجعان قرار دارد.
«مرکز چاپ و نشر دانشگاه ادیان و مذاهب» به انتشار آثار مرتبط با ادیان و مذاهب و در موضوعات اسلام، مسیحیت، یهودیت، زرتشت، صائبین، ادیان شرق، مذاهب و فرق اسلامی، عرفان و تصوف، دین‌پژوهی و … می‌پردازد. این مرکز مسئولیت دو انتشارات را بر عهده دارد و تا بهار سال ۱۳۹۸ بیش از ۳۲۶ عنوان کتاب منتشر نموده‌است. فروشگاه کتاب این دانشگاه، به عرضهٔ محصولات این انتشارات و دیگر کتب موردنیاز دانشجویان می‌پردازد.

## دفتر مطالعات ادیان و حقوق بشر
این دانشگاه، برای پرداختن به مسئلهٔ «دین و حقوق بشر»، از سال ۱۳۸۷ دفتر مطالعات ادیان و حقوق بشر را راه‌اندازی نمود. این مرکز در راستای اهداف زیر تأسیس شده‌است:
- تهیه و انتشار محتواهای مکتوب، به منظور پر کردن خلاء مطالعات نظری
- حمایت از آثار پژوهشی (مقاله و پایان‌نامه)
- تکمیل مرکز اسناد تخصصی دین و حقوق بشر که برای دستیابی به مجموعهٔ کاملی از منابع پژوهشی در این موضوع پیگیری می‌شود

## واحد مشهد
«دانشگاه ادیان و مذاهب واحد مشهد» در سال ۱۳۹۸، با انعقاد تفاهم نامه‌ای با حوزه علمیه خراسان، فعالیت خود را به صورت رسمی آغاز کرده‌است. این حوزه با انعقاد تفاهم‌نامه‌ای با دانشگاه ادیان و مذاهب به برپایی چهار دوره دکترا در رشته‌های شیعه‌شناسی، وهابیت‌شناسی، دین پژوهی و مذاهب کلامی و یک دوره کارشناسی ارشد در رشته مدیریت رسانه از میان طلاب اقدام نموده‌است.

## دفاتر و مراکز وابسته
- دفتر گفتگوی ادیان
- مرکز عالی اطلاع‌رسانی ادیان و مذاهب

## استادان سرشناس
- سید ابوالحسن نواب (رئیس دانشگاه)
- سید حسن اسلامی اردکانی (دین‌شناسی)
- حسین توفیقی
- ابوالقاسم فنائی
- نعیمه پورمحمدی
- مهراب صادق نیا
- علی آقانوری
- محمد ملکی
- مهدی فرمانیان